# Isuzu Journey
Isuzu Journey — серия штабных автобусов, выпускаемых японской компанией Isuzu с 1970 года. Основными конкурентами являются Mitsubishi Fuso Rosa, Mazda Parkway, Nissan Civilian и Toyota Coaster.

## История
Первый прототип, выпущенный в 1970 году, был известен как «Journey S» вместимостью 15 мест на основе грузового автомобиля Isuzu Elf. Одиннадцатью годами позднее на смену пришёл Isuzu Fargo. В 1973 году 26-местный Journey M и 29-местный Journey L были произведены с дизельными двигателями объёмом 2,8 и 3,6 литра, которые позднее были модернизированы. В 1972 году пошёл в производство 53-местный автобус Journey K, который потом в 1999 году был вытеснен с конвейера автобусом Isuzu Erga Mio. Модели Journey L и M были заменены на модернизированный Nissan Civilian в 1993 году. Isuzu Journey W40 и W41 являются модернизированными гражданскими моделями Nissan.

## Модельный ряд
- BE/BL/BM (1973—1993).
- K (1972—1999).
- W40 (1993—1999).
- W41 (1999—настоящее время).